# History (The Verve)
| Recensione | Giudizio |
| ---------- | -------- |
| AllMusic   |          |

History è un singolo del gruppo musicale britannico The Verve, pubblicato il 18 settembre 1995 come terzo estratto dal secondo album in studio A Northern Soul.

## Tracce
Testi e musiche di The Verve.
CD1 (HUTCD59)
1. History (Radio Edit) – 4:02
2. Back on My Feet Again – 5:58
3. On Your Own (Acoustic) – 4:18
4. Monkey Magic (Brainstorm Mix) – 5:01

CD2 (HUTDX59)
1. History (Full Version) – 5:27
2. Grey Skies – 4:47
3. Life's Not a Rehearsal – 6:19

Musicassetta (HUTC59)
1. History (Radio Edit) – 4:02
2. Back on My Feet Again – 5:58

## Formazione

### Gruppo
- Richard Ashcroft – voce, chitarra
- Nick McCabe – chitarra
- Simon Jones – basso
- Peter Salisbury – batteria

### Altri musicisti
- Rob Storm – pianoforte (Back on My Feet Again e On Your Own)

### Produzione
- The Verve – produzione
- Owen Morris – produzione (History e Monkey Magic)
- Nick McCabe – remix di Monkey Magic e Life's Not a Rehearsal

## Classifiche
| Classifica (1995) | Posizione massima |
| ----------------- | ----------------- |
| Regno Unito       | 24                |